# Holmesiella anomala
Holmesiella anomala är en kräftdjursart som beskrevs av Ortmann 1908. Holmesiella anomala ingår i släktet Holmesiella och familjen Mysidae. Inga underarter finns listade i Catalogue of Life.